# Andreas Matt
Andreas Matt (Zams, 19 de octubre de 1982) es un deportista austríaco que compitió en esquí acrobático, especialista en la prueba de campo a través. Sus hermanos Mario y Michael compiten en esquí alpino.
Participó en dos Juegos Olímpicos de Invierno, en los años 2010 y 2014, obteniendo una medalla de plata en Vancouver 2010, en el campo a través.
Ganó dos medallas en el Campeonato Mundial de Esquí Acrobático, oro en 2009 y bronce en 2011.

## Medallero internacional
| Juegos Olímpicos   | Juegos Olímpicos             | Juegos Olímpicos  | Juegos Olímpicos |
| Año                | Lugar                        | Medalla           | Competición      |
| ------------------ | ---------------------------- | ----------------- | ---------------- |
| 2010               | Vancouver (Canadá)           | Medalla de plata  | Campo a través   |
| Campeonato Mundial |                              |                   |                  |
| Año                | Lugar                        | Medalla           | Competición      |
| 2009               | Inawashiro (Japón)           | Medalla de oro    | Campo a través   |
| 2011               | Deer Valley (Estados Unidos) | Medalla de bronce | Campo a través   |